# Avelino Sala
Avelino Sala (Gijón, 1972) és un artista, membre del col·lectiu curatorial Commission i editor de la revista d'art Sublime, també escriu en mitjans especialitzats com Artishock o A*Desk. El seu treball artístic qüestiona la realitat cultural i social amb una mirada crítica vers l'imaginari col·lectiu. La diversitat de mecanismes i llenguatges desplegats amb aquest objectiu inclouen, entre d'altres, el vídeo, l'escultura, la fotografia i el dibuix. Història, memòria i identitat són alguns dels eixos principals del seu projecte. La seva obra s'ha exposat en diversos espais nacionals i internacionals com La Pedrera, Es Baluard a Palma, NCCA de Moscou, la Real Academia de España a Roma; el Museu Reina Sofia o el Chelsea Art Museum.

## Enllaç d'interès
- Entrevista a Avelino Sala en Elemmental
- Avelino Sala